# Bernardo de Gálvez y Madrid

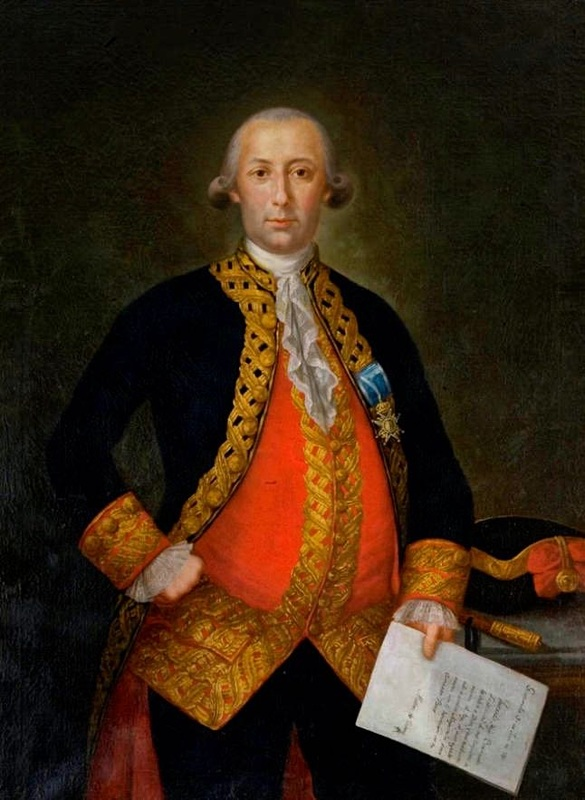
Bernardo de Gálvez y Madrid

Bernardo de Gálvez y Madrid (* 23. Juli 1746 in Macharaviaya, Málaga; † 30. November 1786 in Tacubaya (heute in Mexiko-Stadt)) war ein spanischer General und Politiker. Er befehligte spanische Truppen im Amerikanischen Unabhängigkeitskrieg und wurde kurz vor seinem Tod zum Vizekönig von Neuspanien ernannt. Bernardo de Gálvez y Madrid war Neffe des Reformministers und früheren Vizekönigs von Neuspanien, José de Gálvez y Gallardo.

## Leben

### Einsätze in Europa und Amerika
Gálvez wurde an der Militärakademie von Ávila ausgebildet, nahm bereits im Alter von 16 Jahren am Krieg gegen Portugal teil und wurde zum Oberleutnant befördert. Er kam 1762 als Hauptmann nach Neuspanien und führte dort, gemeinsam mit den verbündeten Opata, einen Feldzug gegen die Apachen. Er wurde Kommandant von Nueva Vizcaya und Sonora, den nördlichen Provinzen Neuspaniens. 1772 kehrte er nach Spanien zurück und wurde mit dem Cantabria-Regiment im französischen Pau stationiert, wo er Französisch zu lernen begann. Er wurde nach Sevilla versetzt und nahm 1775 an der verhängnisvollen Militärexpedition Alejandro O’Reillys nach Algier teil. Hier erlitt er bei der Erstürmung der Festung eine schwere Verwundung. Im selben Jahr erfolgten seine Beförderung zum Oberstleutnant und seine Ernennung zum Lehrer an der Militärakademie von Ávila.
Im Jahr 1776 wurde er interimistischer Gouverneur von Louisiana, welches 1763 von Frankreich an Spanien als Kompensation für das an Großbritannien abgetretene Florida abgetreten worden war. Er heiratete 1777 die kreolische Witwe Maria Feliciana Saint-Maxent, mit der er drei Kinder haben sollte. 1778 gründete er Villa de Gálvez (das heutige Galvez).

### Amerikanischer Unabhängigkeitskrieg
Gálvez wurde vom Vizekönig Martín de Mayorga mit einem Kontingent Kolonialtruppen entsandt, um den aufständischen britischen Kolonisten bei ihrer Rebellion gegen das Mutterland zu helfen. Der Grund hierfür war der Wunsch Spaniens, an die Briten verloren gegangene Gebiete, vor allem Florida, zurückzugewinnen und die britische Gefahr zu beseitigen.
Am 21. Juni 1779 erklärte Spanien Großbritannien den Krieg. Am 25. Juni ging eine geheime Depesche von König Georg III. und Lord Germain an General John Campbell in Pensacola ab, in der ihm Anweisung gegeben wurde, das spanische Fort in New Orleans zu erobern. Diese Geheimmeldung fiel in Gálvez' Hände, der daraufhin begann, Louisiana schnell und unauffällig auf den Krieg vorzubereiten.
Gálvez führte einen erfolgreichen Feldzug und schlug 1779 britische Kolonialtruppen bei Fort Bute, in der Schlacht bei Baton Rouge und bei Natchez.
Die Schlacht bei Baton Rouge befreite das untere Mississippi-Tal von britischen Kräften und die Hauptstadt Louisianas, New Orleans, von deren Bedrohung. 1780 eroberte er, mit der Schlacht bei Fort Charlotte, Mobile zurück. Nächstes Ziel der Spanier war Pensacola auf der Halbinsel Florida. Mit Hilfe von Francisco Saavedra de Sangronis stellten die Spanier auf Kuba ein verstärktes Expeditionsheer auf. Bei der Schlacht um Pensacola am 9. Mai 1781 gelang ihm sein wichtigster Sieg, als er in einem Angriff von Land und See aus die britische (vorher spanische) Hauptstadt Westfloridas von General John Campbell eroberte. Der Verlust von Mobile und Pensacola nahm den Briten alle Marinebasen am Golf von Mexiko, außer New Providence auf den Bahamas.
Für seine großen Erfolge wurde er zum Generalleutnant und später zum Feldmarschall befördert, wurde Gouverneur und Generalkapitän Louisianas und Floridas, der Befehlshaber über die Expeditionsarmee in Nordamerika und zum Vizconde von Gálvezton sowie zum Grafen von Gálvez erhoben. Der Amerikanische Unabhängigkeitskrieg endete, als Gálvez gerade einen Feldzug zur Eroberung Jamaikas vorbereitete.
Aus Perspektive der US-Amerikaner liegt seine Bedeutung darin, dass er ihre Einkreisung durch die Briten vereitelte und eine Versorgungsroute offen hielt. Gálvez versorgte die Aufständischen auch mit Material und Soldaten. Gálvez war daran beteiligt, die Bestimmungen des Friedens von Paris auszuarbeiten, der den Krieg beendete. Durch diesen Vertrag erhielt Spanien offiziell West- und Ostflorida zurück.

### Vizekönig von Neuspanien
Gálvez kehrte 1783 nach Spanien zurück und nahm am Feldzug in den Niederlanden teil. Im folgenden Jahr wurde er als Gouverneur und Generalkapitän nach Kuba entsandt. Kurz nach seiner Ankunft in Havanna starb sein Vater Matías de Gálvez y Gallardo, der Vizekönig von Neuspanien, und Gálvez wurde zu dessen Nachfolger bestimmt. Er erreichte Veracruz am 26. Mai 1785 und Mexiko-Stadt im Juni. Während seiner Regierungszeit kam es zu einer von der Pest gefolgten Hungersnot. Gálvez unternahm Anstrengungen, die zukünftige landwirtschaftliche Produktion zu steigern.
Er ließ Schloss Chapultepec weiterbauen, begann mit der Installation von Straßenlaternen und mit der Konstruktion der Türme der Kathedrale. Weiterhin trieb er den Bau der Verbindungsstraße nach Acapulco voran, begann durch verschiedene Maßnahmen den Missbrauch der indianischen Arbeiter einzudämmen und bestimmte, dass 16 % der Einnahmen aus Lotterie und Glücksspiel der Wohlfahrt zugutekamen. Auch finanzierte er die Expedition von Martín Sessé y Lacasta und Vicente Cervantes. Diese erstellten eine Bestandsaufnahme der verschiedenen Pflanzen-, Vogel- und Fischarten Neuspaniens. Wegen einer Erkrankung übergab er am 8. November 1786 seine Regierungspflichten, außer der des Generalkapitäns, an die Real Audiencia. Er starb am 30. November 1786 in Tacubaya (heute Teil Mexiko-Stadts) und wurde, in Mexiko-Stadt, in der Kirche San Fernando beerdigt.
Gálvez war Träger des Orden Karls des III. Zudem wurde ihm am 28. Juli 2014 als achter Person überhaupt die Amerikanische Ehrenbürgerschaft verliehen.